# Victor Masson (1849 - 1917)
Pour les articles homonymes, voir Victor Masson et Masson.
Victor Masson né le 10 mai 1849 à Pont-à-Mousson (Meurthe) et mort le 17 juillet 1917 à Toulon (Var) est un industriel, peintre et illustrateur français.   
Avant tout négociant en bois et charbon, il intègre à la fin des années 1860 le commerce issu de son père, Masson Frères, qu'il dirigera avec d'autres membres de sa famille avant de s’en séparer en 1913. En parallèle de cette profession, il consacre son temps libre à une pratique artistique en dilettante, sans ambition, créant ainsi des dessins et des peintures qu'il ne vend et n'expose pas. De fait, Victor Masson reste un artiste discret durant son existence. Il ne fait l’objet que de très peu d’écrits et ne reçoit aucune distinction en dehors de quelques récompenses lors de son enseignement artistique à Metz.
Cette pratique artistique n'en est pas moins durable : Victor Masson s'y exerce de son enfance jusqu'à sa mort, et féconde : elle donne lieu à plusieurs centaines de dessins. Ceux-ci, hormis quelques exceptions, sont en majorité demeurés dans les collections particulières de ses descendants.
Il est l'oncle de l'écrivain Pierre-Maurice Masson (1879-1916) et le grand-père de la philanthrope Suzanne Masson (1915-1991).  

## Biographie

### Filiation et fratrie
Victor Masson est le fils de Pierre Alexandre Masson (1813–1889), cultivateur puis négociant en bois et charbons, et d’Anne Ressejac (1822–1887). Ses parents ont trois autres enfants : Joseph Martial Masson (1842–1899), Pierre Eugène Masson (1843–1905) et Marie Émilie Masson (1855–1938). 

### Enfance et jeunesse à Metz
Victor Masson naît à Pont-à-Mousson, mais très rapidement sa famille s’installe au 29 bis, rue de la Fontaine à Metz, ville où elle est recensée dès 1852. Victor Masson demeure à Metz jusque dans les années 1870.
C’est à cette période qu’il se forme au dessin, peut-être également à la peinture. Son professeur Auguste Migette précise dans l’un de ses manuscrits qu’il fait partie des lauréats de l’école municipale de dessin de Metz en 1864. En 1867, il reçoit le premier prix d’après-nature puis celui d’excellence l’année suivante. Il entre dans la collection d’Auguste Migette, un honneur partagé par douze élève de ce dernier. Toutes ces éléments sont autant de témoignages de la reconnaissance du travail de Victor Masson par ses professeurs.

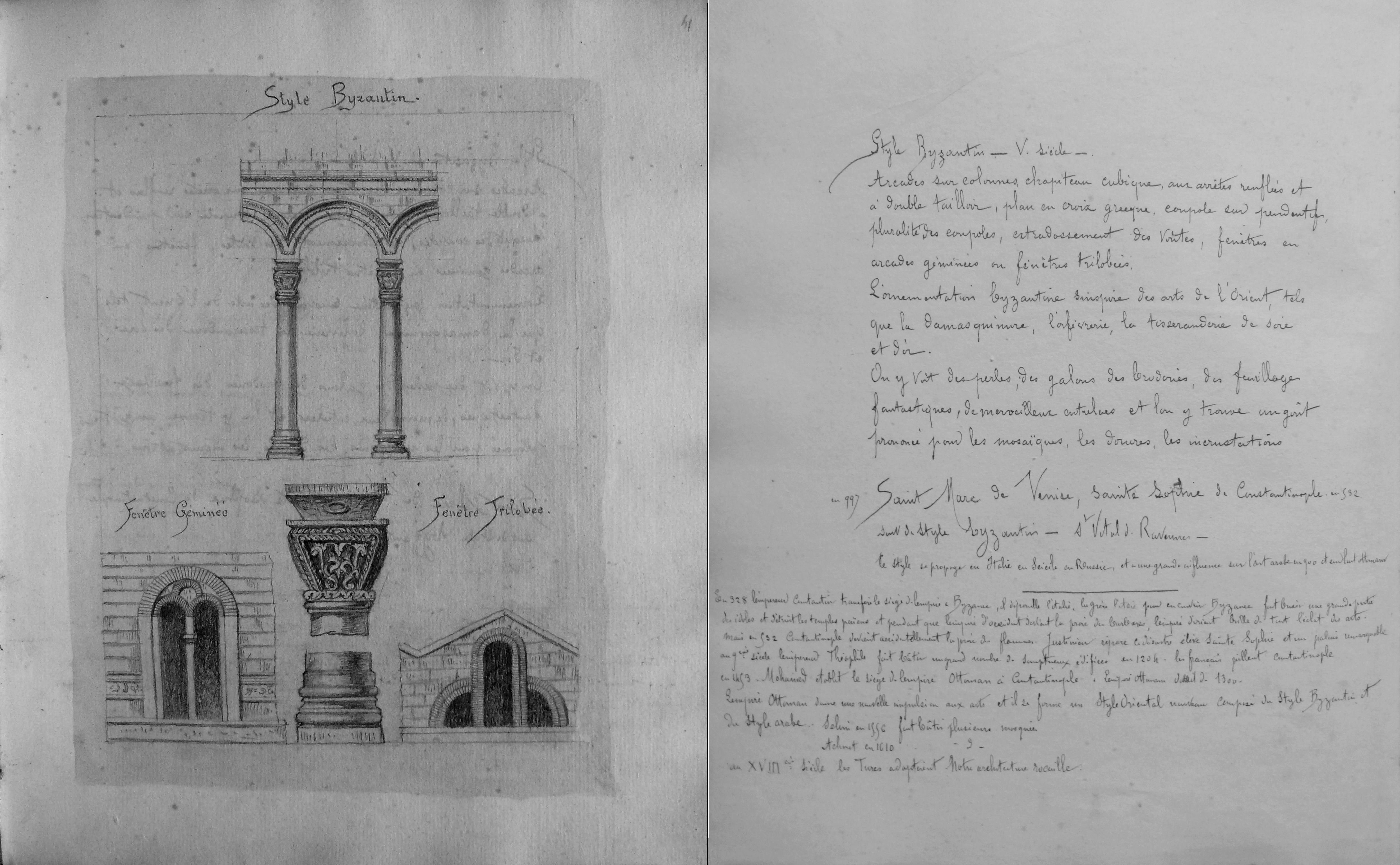
Victor Masson, Le Style byzantin, vers 1869, collection particulière.

Un carnet de dessin éclaire l’enseignement artistique reçu par Victor Masson à cette époque. On y découvre des croquis de diverses natures : des études d’après l’antique — réalisés d’après des plâtres — et d’après le modèle vivant, des études de proportions et d’écorchés. Victor Masson s’intéresse également à de multiples styles architecturaux : les ordres grecs ou le style byzantin par exemple, qu’il représente en reproduisant les planches publiées dans la Grammaire des arts du dessin de Charles Blanc. En plus d'un apprentissage pratique du dessin, ce carnet dévoile l'existence un enseignement théorique. Certains travaux sont accompagnés d'éclaircissements divers et la fin du carnet contient une notice sur les « Mouvements des Arts parmi les Peuples qui ont le plus contribué à la civilisation actuelle ».
En dehors de cet enseignement du dessin, cette période de la vie de Victor Masson est mal documentée. Au mieux, les tableaux annuels de population nous apprennent-ils qu’il est étudiant durant deux années au minimum — sans en préciser le domaine — avant de devenir commis en 1872. Et une brochure traitant d’une distribution de prix de 1868 le mentionne comme négociant.
Ce qui est certain, c’est que Victor Masson n'a pas pour objectif de devenir un artiste professionnel, et ce en dépit de l'opinion de ses professeurs. L'un d'eux, Louis-Théodore Devilly, lui propose une bourse qui doit lui permettre de poursuivre son enseignement artistique à Paris, mais il la refuse. Il fait au contraire le choix, comme ses frères avant lui, d’intégrer le commerce de son père, ce qu’Auguste Migette déplore :

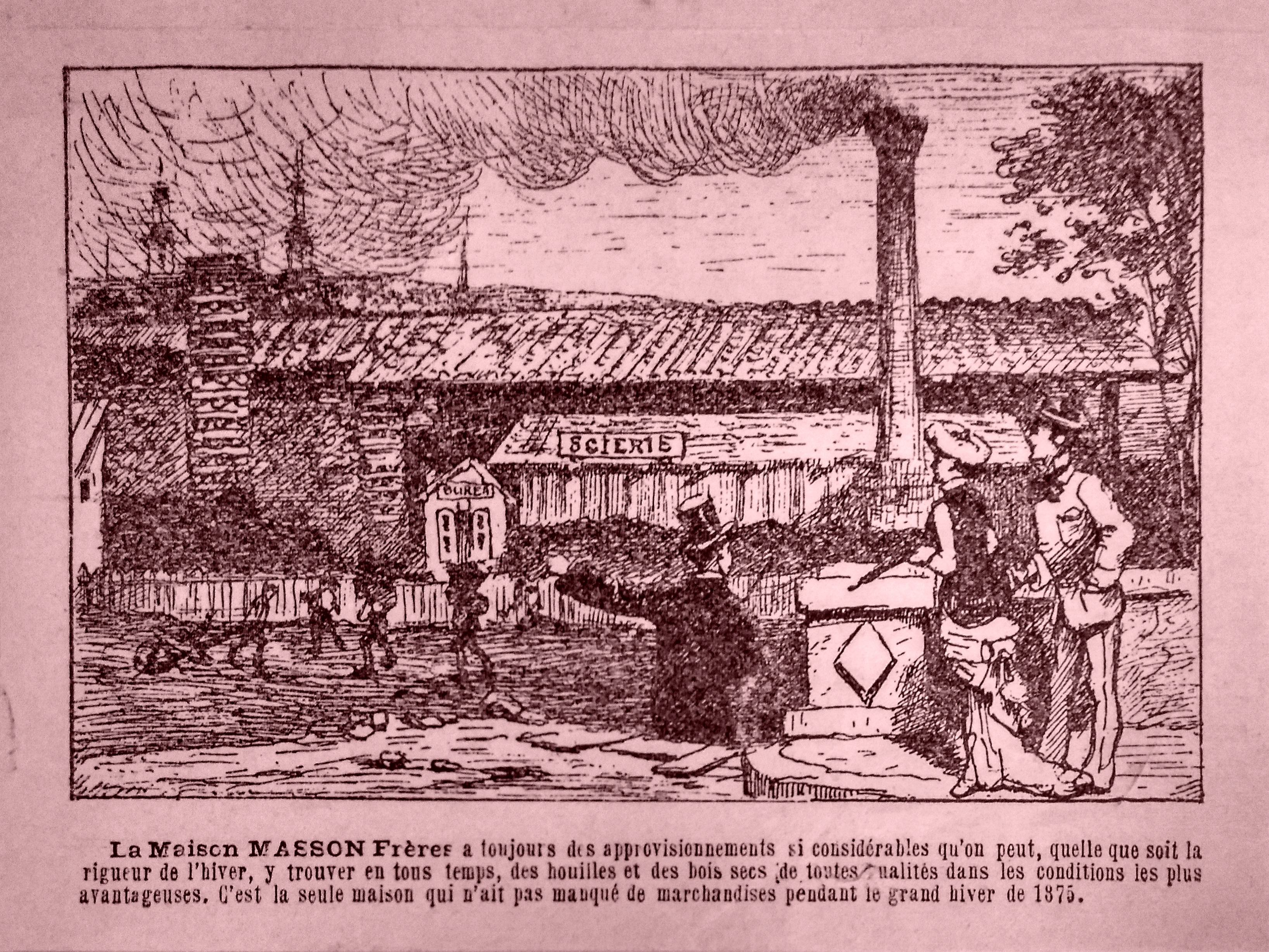
Victor Masson, Scieries Masson Frères, vers 1875, Nancy, Musée lorrain.

Masson Victor […] pouvait espérer, s'il s'était occupé uniquement de ses études artistiques, de marcher sur les traces de Weber et de Boilvin, il en avait les aptitudes inventives, mais il a préféré aux chances toujours incertaines d'un avenir plus brillant, une position ordinaire mais toute préparée par son père et que sans efforts il peut fructueusement continuer, c'est-à-dire vendre du bois et de la houille. Cependant son goût pour les arts est trop vivace pour pouvoir être complètement abandonné.

Dans la notice qu’il écrit au sujet de Victor Masson, Adolphe Bellevoye se fait l’écho du même regret que Migette :
Ce jeune homme aurait sans doute pu suivre avec succès la carrière des arts, mais il a cru devoir se soumettre au désir de ses parents et se livrer comme eux au commerce tout en réservant quelques moments pour donner suite à ses goûts et développer ses aptitudes naturelles, ce qu'il fait encore aujourd'hui avec succès.

### La guerre de 1870 et le départ pour Nancy

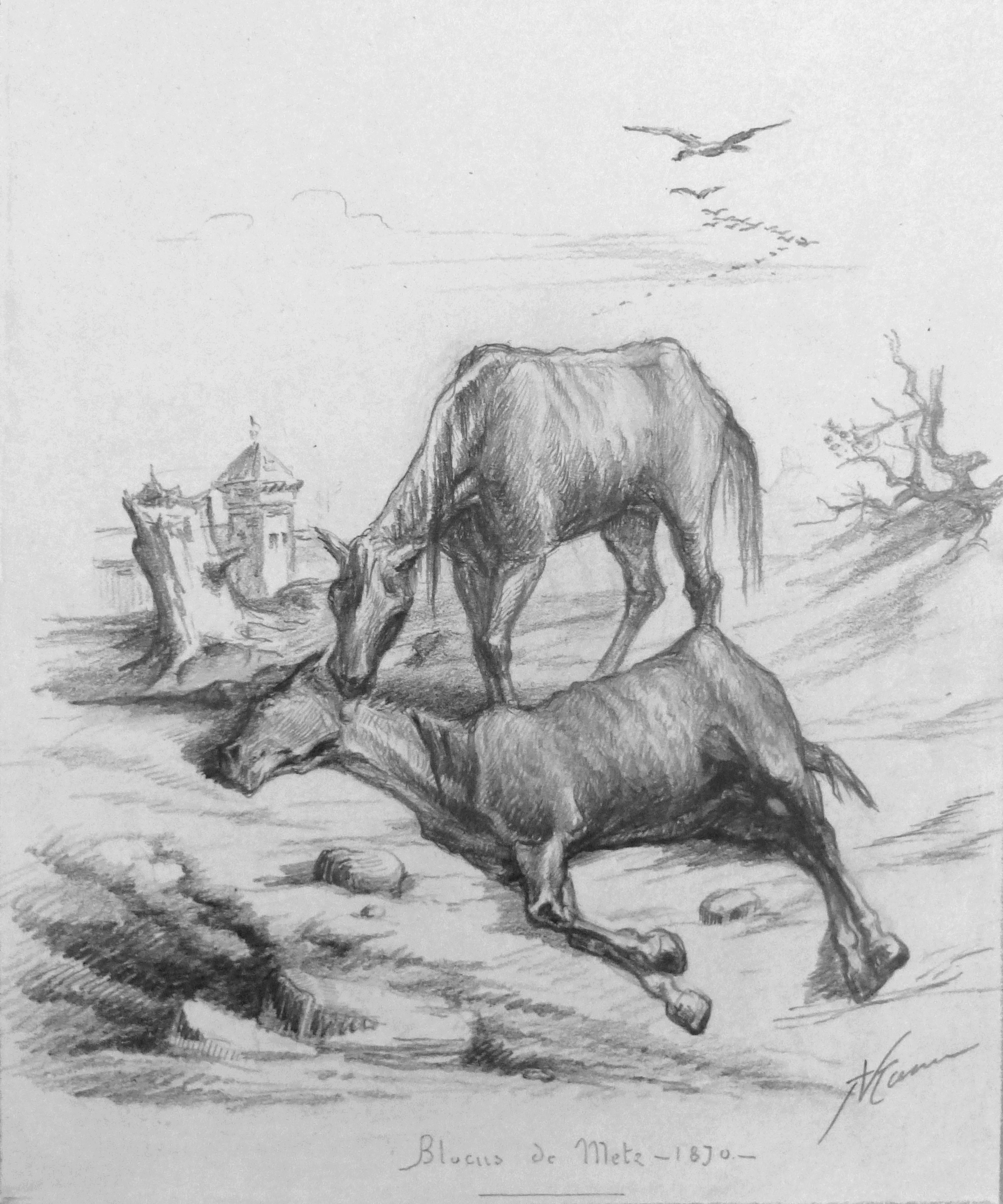
Victor Masson, Le Blocus de Metz, 1870, collection particulière.

Toujours à Metz lors de la guerre franco-allemande, Victor Masson se trouve dans l’une des régions les plus durement touchées. Son implication lors des conflits n’est pas connue mais cette période le marque profondément. C’est du moins ce qu'expriment certains dessins et un témoignage dans lequel sont évoquées ces « scènes lugubres dont [il] a encore les cuisants souvenirs ».
Après l’annexion, en 1871, Victor Masson décide d’émigrer, mais pas immédiatement. En 1873, Auguste Migette écrit de lui qu’il « est resté à Metz », où il est en effet recensé jusqu’en 1876. Cette même année, il apparaît pour la première fois dans les tableaux de recensements de la ville de Nancy. C’est donc vraisemblablement à cette période qu’il se décide à quitter Metz et s’installer dans sa nouvelle ville.

### Mariage et descendance

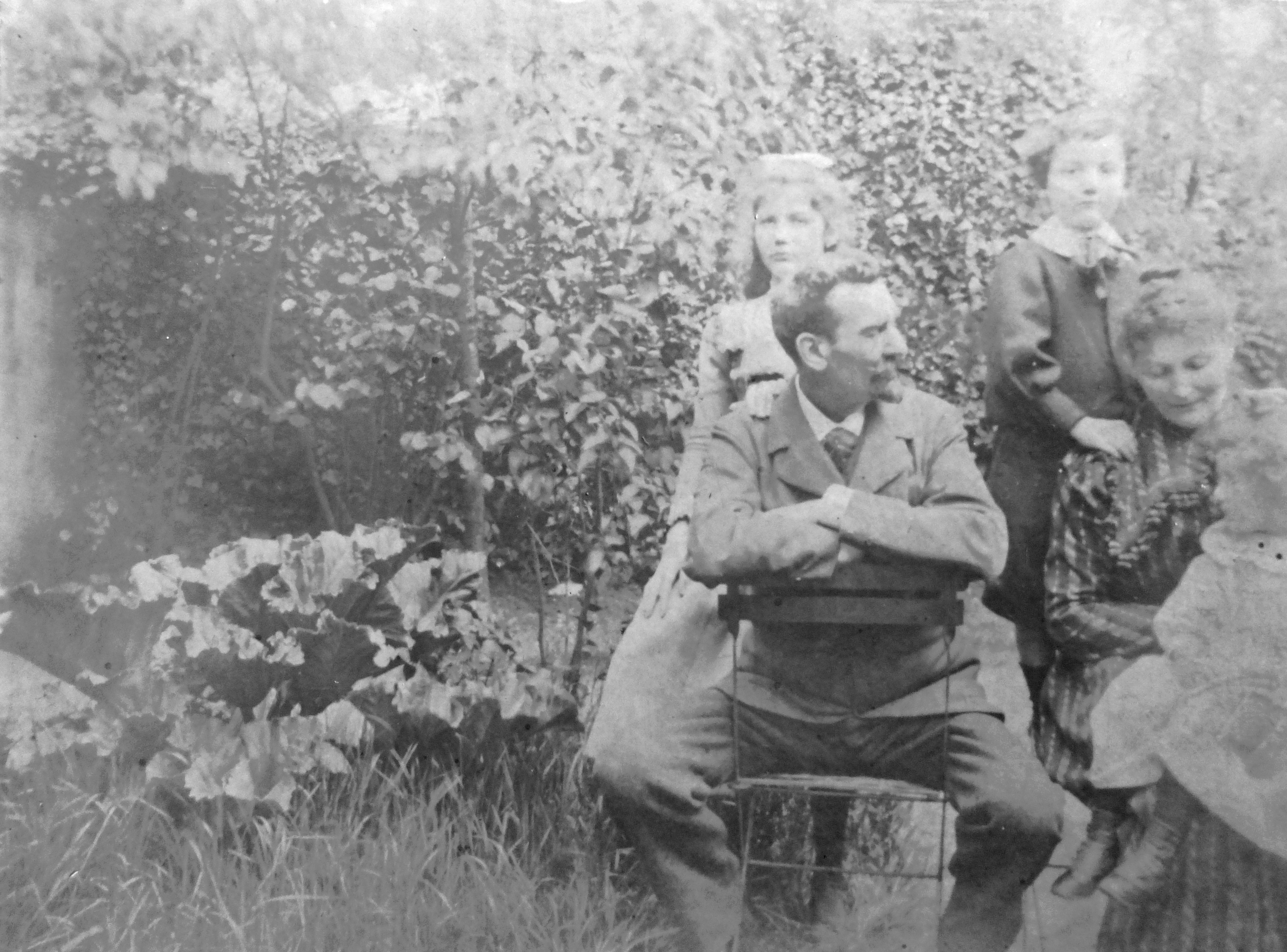
Victor Masson, sa femme et ses enfants en 1902, photographie anonyme, collection particulière

Dans les années qui suivent son installation à Nancy, en 1882, Victor Masson se marie avec Marie Louise Caroline Fautsch (1860–1946), fille de Joseph Fautsch, un conducteur des Ponts-et-Chaussé, lui aussi artiste amateur. La rencontre qui précède ce mariage est évoqué par Victor Masson dans son manuscrit :
La première ville, c’est Toul que je connais de longue date – c’est là, sous la capote du soldat, c’est sous l’uniforme du fantassin que j’ai conquis ma femme. Comme César, je suis venu, j’ai vu, et j’ai vaincu.
Ensemble, ils ont cinq enfants : Paul Masson (1884–1969), Jean Masson (1886–1914), Thérèse Masson (1890–1979), Pierre Masson (1895–1927) et Marie Masson (1898–1964). La famille demeure à Nancy, au 6, rue de La Salle, jusqu’en 1913.

### Nancy

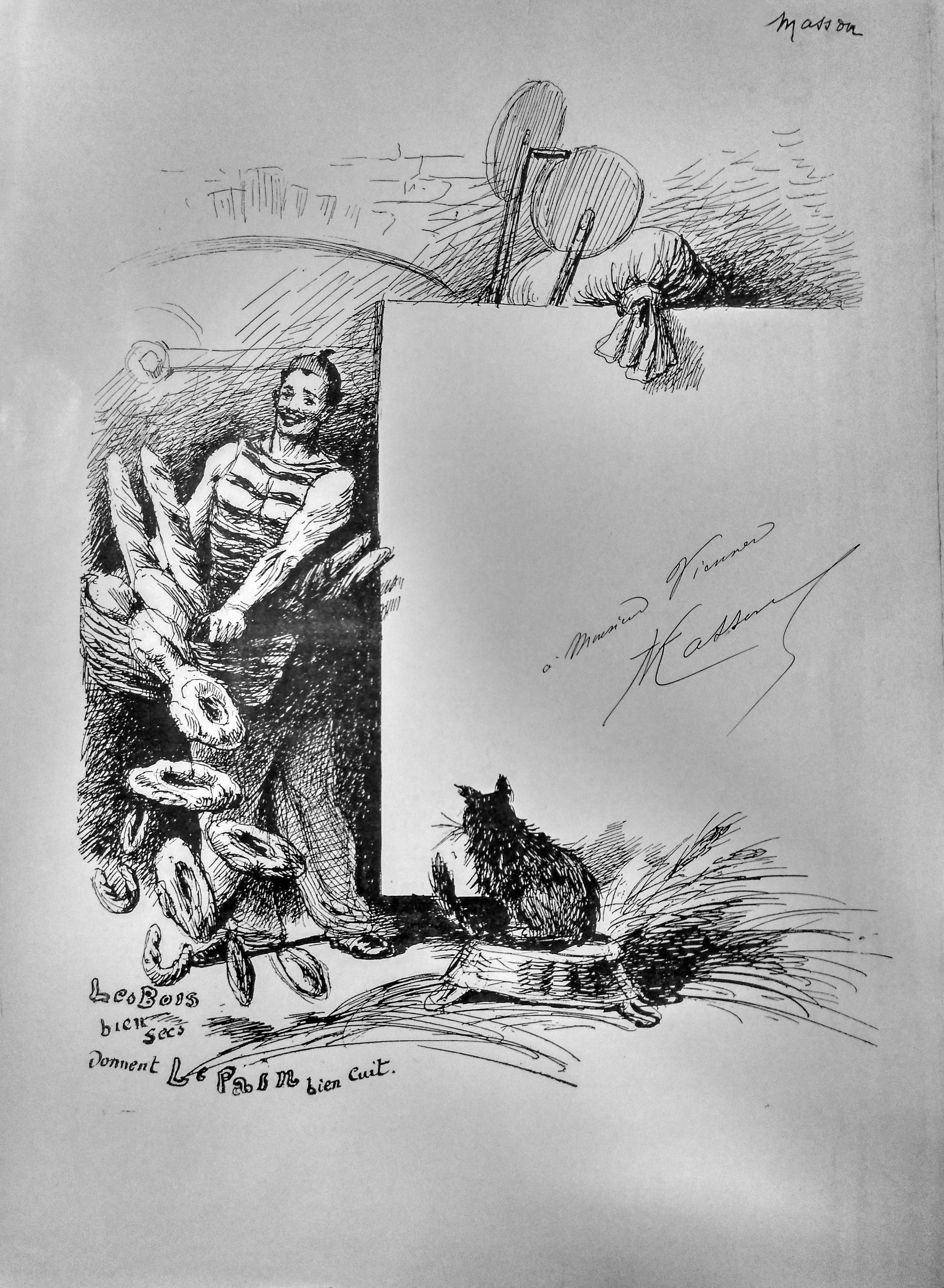
Victor Masson, Le Boulanger, fin du XIXe siècle, Nancy, Musée lorrain. Épreuve signée et adressée à Lucien Wiener par Victor Masson.

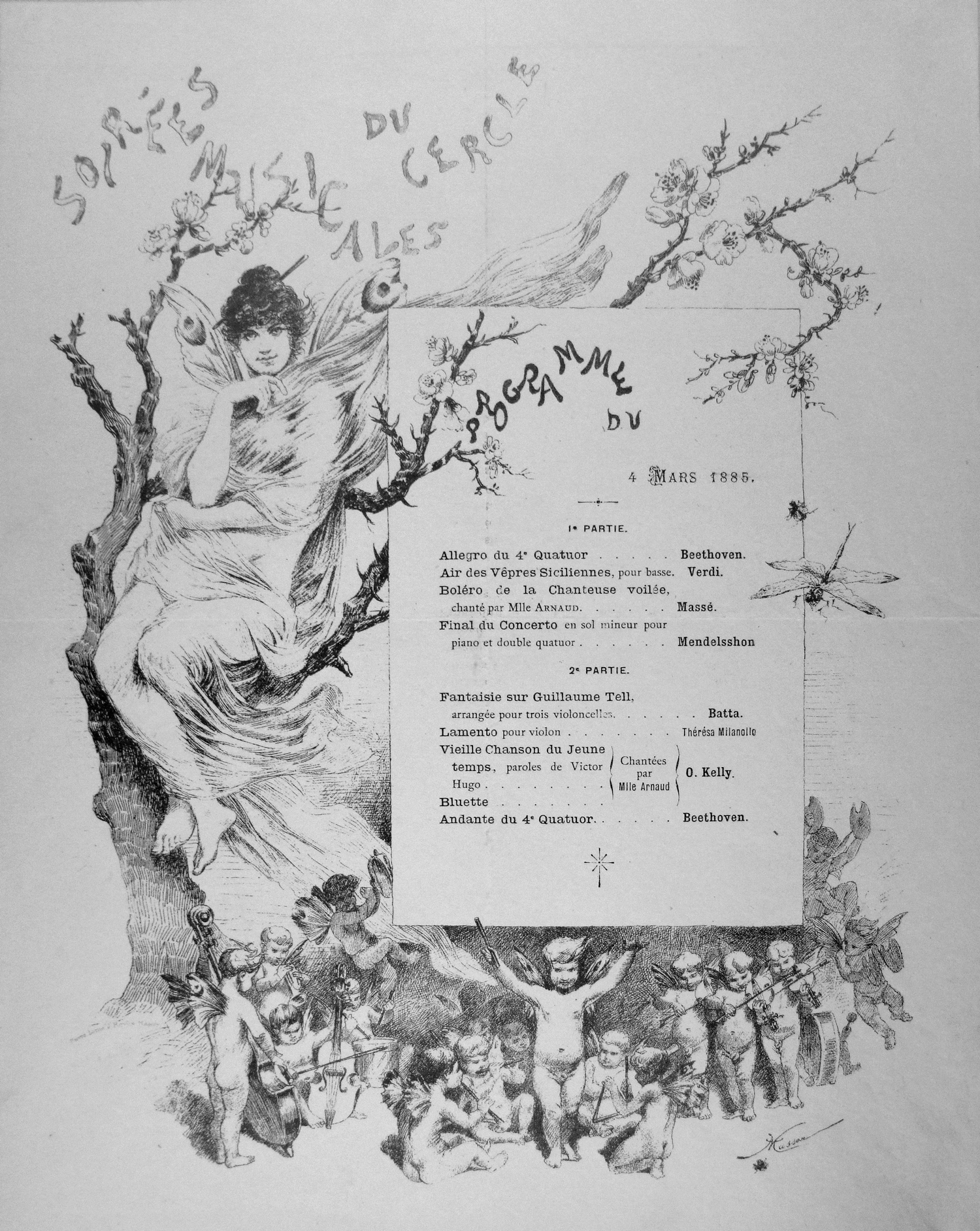
Victor Masson, Programme du Concert du Cercle, 1885, Nancy, Musée Lorrain.

Victor Masson va vivre à Nancy durant près d’une quarantaine d’années, période marquée par les morts successives de membres de sa famille : son père en 1889, ses deux frères Martial en 1899 et Pierre-Eugène en 1905, et de l’un de ses neveux en 1909. En dehors de ces évènements, Victor Masson semble mener une vie plutôt stable, continuant probablement de s’occuper de son commerce, dont il ne se séparera qu’en 1913, et de pratiquer le dessin en dilettante. Il restera certes toute sa vie un artiste distant du contexte artistique qui l'entoure, en témoigne Edgard Auguin qui voit en lui quelqu’un de « trop modeste et qui n’expose jamais ».

Mais il s'intègre tout de même dans le vie artistique nancéienne en se liant d’amitié avec des membres de ce milieu artistique, ou du moins en les fréquentant. Il évoque par exemple s’être rendu dans l’atelier d’Émile Friant. Il collectionne les œuvres de divers artistes de sa région comme Edmond Petitjean, Jules Voirin, Edgard Auguin ou encore Hokkai Takashima, qui sont autant de personnalités qui fréquentent à un moment donné le milieu artistique nancéien. Son propre travail est lui-même collectionné par Lucien Wiener et son fils René, tous deux collectionneurs à Nancy :
Quand on écrira [la biographie] de l'habile artiste qui a illustré ce livre de 30 charmantes compositions, M. Victor Masson, de Metz, il ne faudra pas oublier les nombreux dessins et croquis à la plume qui nous ont déjà prouvé son talent et dont nous citerons les suivants que nous avons admirés dans la belle collection iconographique lorraine de M. Lucien Wiener : 1° Programme du Concert du Cercle, 1885 ; 2° concours de gymnastique ; 5° l'entr'acte au théâtre; 4° banquet des anciens élèves du lycée de Metz 5° les lutteurs, 1886 ; 6° dragons du 7e régiment, menu ; 7° « ta photo ou la vie, » carte pour M. E. Didion ; 8° le boulanger ; 9° circulaires illustrées, etc..
Ainsi entouré, Victor Masson s’implique dorénavant dans certains évènements. Il est notamment l’un des « artistes-peintres » de la Kermesse de Nancy qui se déroule le 13 juillet 1884. Il livre à cet effet un dessin, Le Concours de gymnastique, qui est reproduit dans la brochure de l’évènement et que René Wiener expose durant sept jours dans sa vitrine. À cette occasion Émile Goutière-Vernolle le mentionne dans un poème :
C’est la fête qu’ont dessinée

Friant… Masson… Wiener… Voirin… !

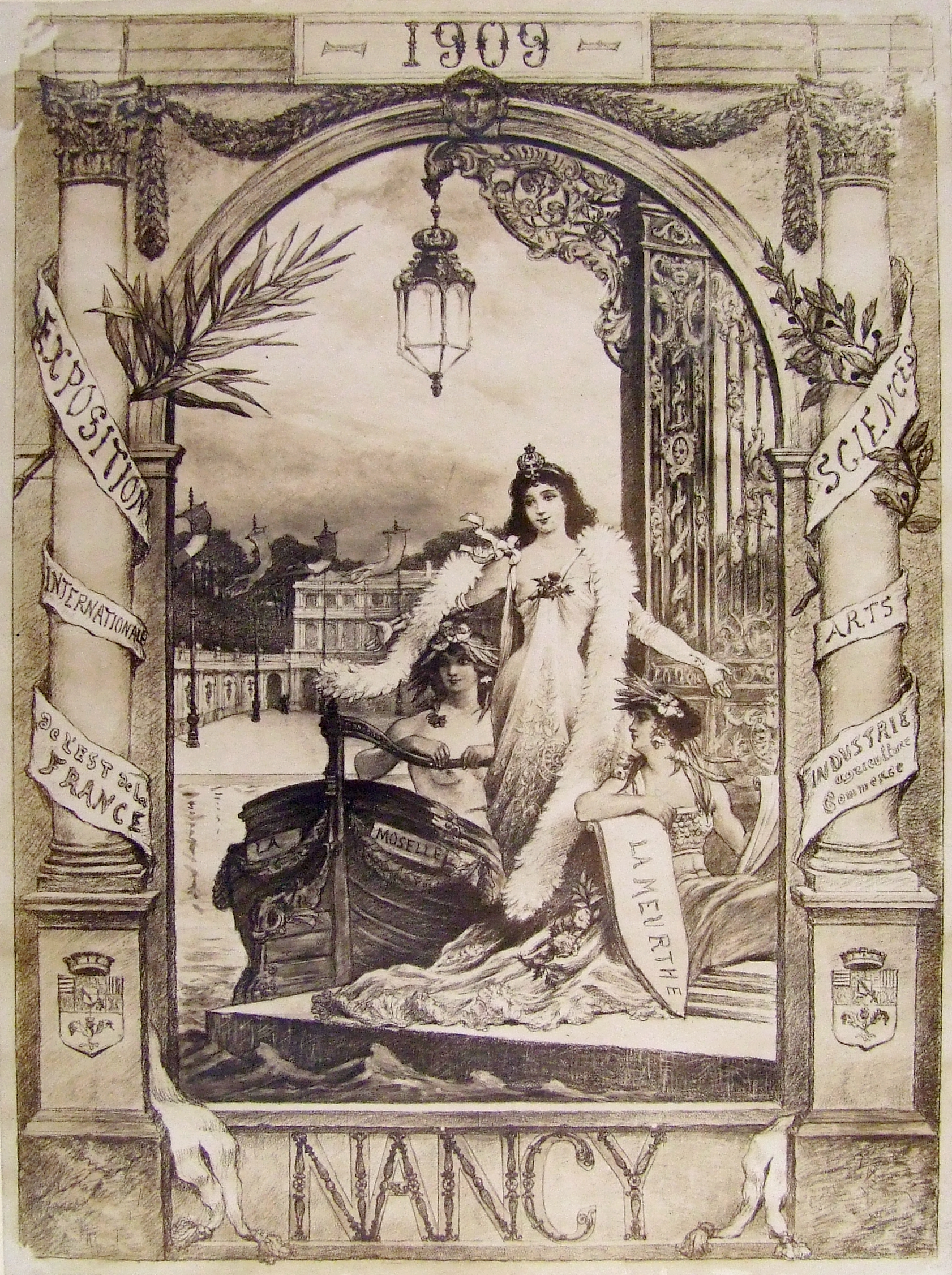
Victor Masson, La Meurthe et la Moselle, 1907, collection particulière.

Il participe également à deux expositions. La première, qui a lieu en 1885 et où il présente le dessin d’un certain Frère Bruno, est destinée à aider les orphelins de deux artistes. Lors de la seconde, en 1907, il y présente les projets d’un concours de timbres et d’affiches pour l'Exposition internationale de l'Est de la France qui a lieu deux ans plus tard. Le timbre que Victor Masson propose pour ce concours est ainsi décrit dans le journal L’Exposition de Nancy en 1909 :
Campanule des bois. – C’est un fort joli travail, avec un encadrement tiré du Recueil des grilles de Jean Lamour. Plusieurs figures sont bien traitées. Reste à savoir ce que cela donnera à la réduction et en couleurs.

Et à l’affiche d’être ensuite mentionnée :
À côté, une quatrième affiche satisfaisait beaucoup de visiteurs, à la condition de modifier les têtes des belles dames, sortant de la barque de la Moselle.

Un canal et des navires sur la place Stanislas, c’est un peu risqué… mais l’idée est ingénieuse… et ce qu’il y a de mieux, c’est la perspective du fond et l’encadrement, copié d’une belle porte de la rue de la Source, ce qui a permis d’enrouler les inscriptions (trop longues) autour des deux colonnes.
À l’issue du concours, aucun des deux projets n’est retenu, mais Victor Masson les réemploie dans un menu pour le Congrès national du commerce des bois de France. Le timbre sera également réutilisé comme illustration d’un carton d’invitation de son neveu Pierre-Eugène Masson (1873–1909).
Masson est également amené à contribuer à certains projets. Il réalise par exemple les dessins des costumes pour la pièce Nancy ! Tout le monde descend, montrée au public en 1880. Six ans plus tard, il est au nombre de ceux qui illustrent La Lorraine illustrée avec deux dessins : l’un représentant un chapiteau du cloître de l’église Saint-Gengoult de Toul, l’autre une vue de l’église de Dommartin-lès-Toul. En 1900, une nouvelle édition du poème en patois messin Chan Heurlin est publiée avec trente illustrations de Victor Masson. Enfin, durant la période qui s’étend du milieu des années 1880 à 1909, il réalise sporadiquement quelques dessins publicitaires : menus, cartes, affiches, etc., que ce soit pour son propre commerce ou pour des tiers.

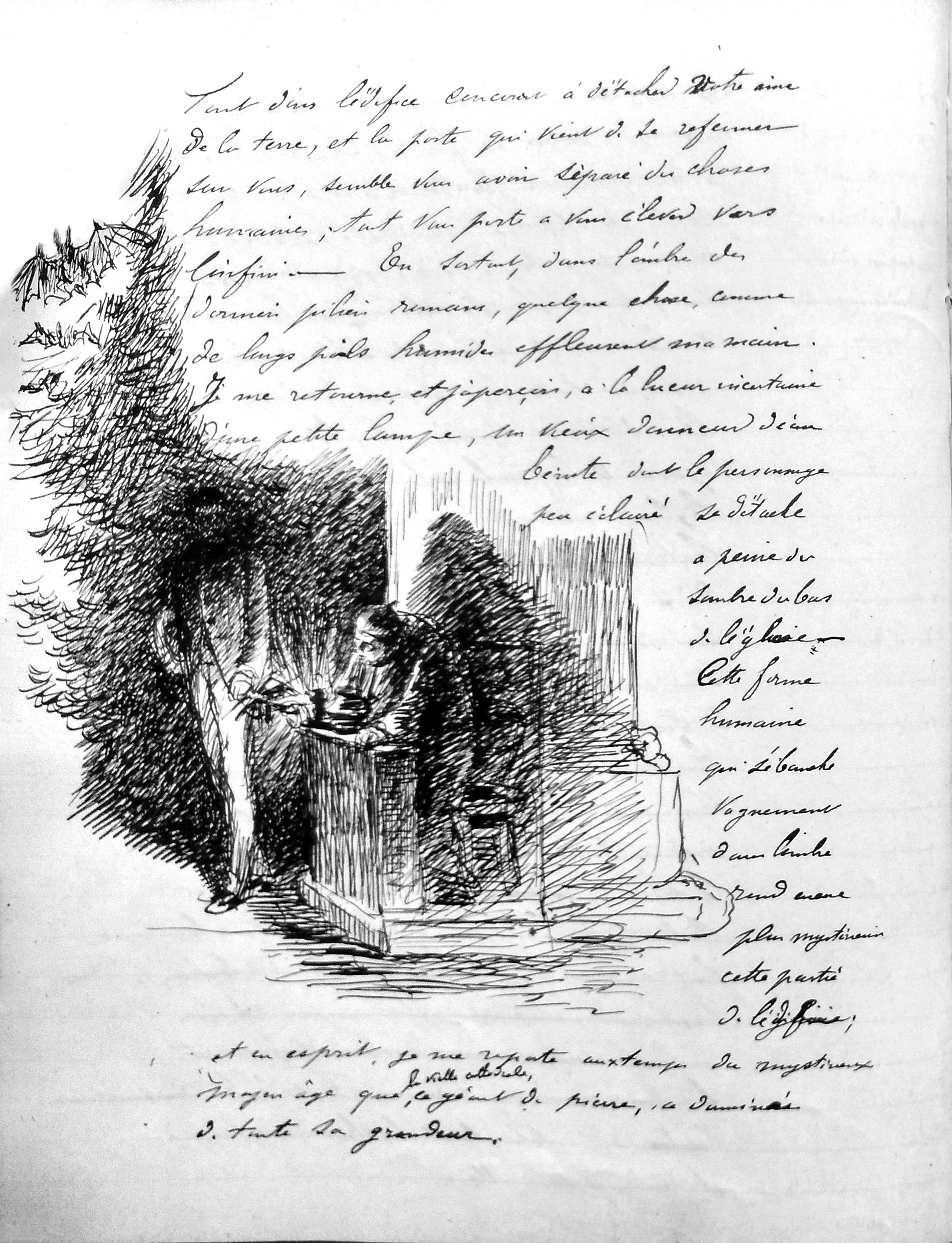
Trente-sixième page du manuscrit de Victor Masson, 1889, collection particulière.

Au-delà de son intégration toute relative à la vie artistique de sa ville, Victor Masson profite de quelques voyages lorsqu’il est établi à Nancy. Ainsi se rend-il à Chaumont en 1881, comme le montrent quelques paysages réalisés dans un carnet, ou bien à Gourgeon, petit village de Haute-Saône, en 1896, ce dont témoignent quelques aquarelles. Dans le premier cas, la raison de son déplacement n’est pas connue. Dans le second, il est fort probable qu'il se soit rendu à cet endroit car la sœur de sa femme y résidait.
Les voyages les plus marquants sont à bien des égards ceux qui le conduisent à Paris en 1878 et en 1889. À ces occasions, Victor Masson se rend aux expositions universelles et visite aussi la ville, s’intéresse aux monuments et se prend d’intérêt pour la foule qui l'anime. Tout cela l’inspire, l’amenant à dépeindre ce qu'il voit : les pavillons des expositions universelles, les étrangers qui s’y trouvent, la ville en elle-même, son atmosphère, etc. En 1889, il rédige un manuscrit narrant le récit de ses douze jours passés à Paris, témoin de l’importance que ce voyage revêt pour lui.
Mais en dépit de ces rares excursions, Victor Masson voyage peu, n'allant jamais hors de France et se considérant être de « tous ceux qui ne voyagent pas beaucoup »

### Toulon, les dernières années

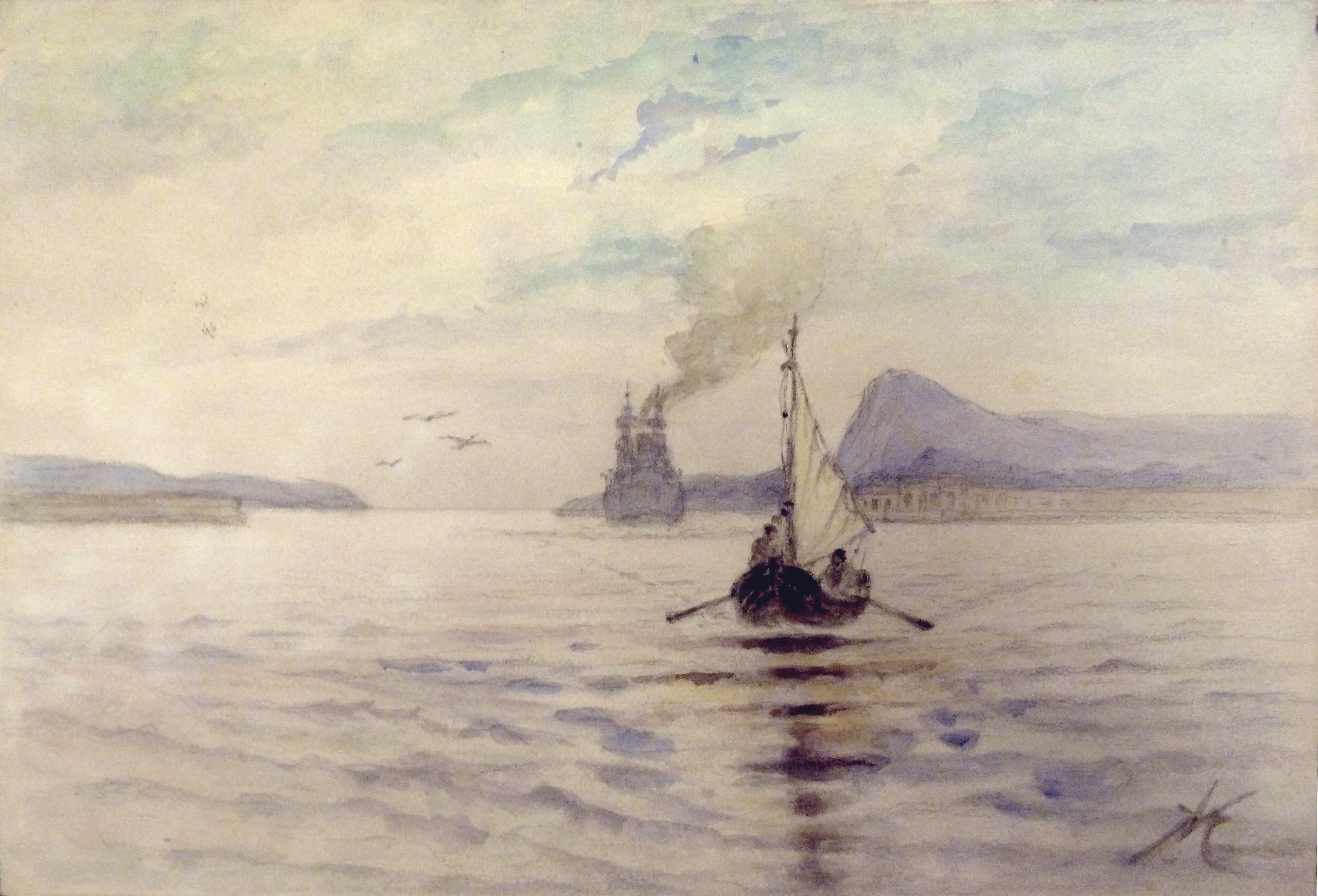
Victor Masson, Bateaux dans la rade de Toulon, après 1913, collection particulière.

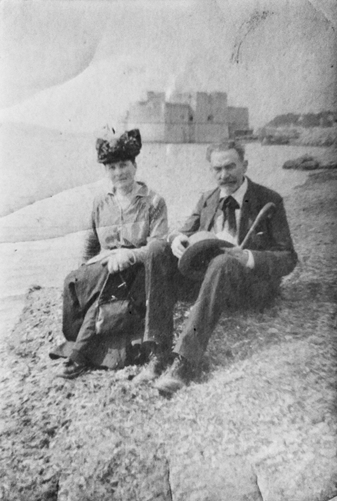
Victor et Louise Masson à Toulon, vers 1913, photographie anonyme, collection particulière.

Au début des années 1910, l'entreprise Masson Frères est cédée pour 307 455,6 francs. Le 9 décembre 1913, une facture est adressée à Monsieur Kuhn, administrateur délégué de la Société anonyme des anciens établissements Kuhn et Fleichel. Mais dès l’été 1912 apparaissent dans l’Est forestier des publicités évoquant la réunion des maisons Culot et Masson.
Cette décision de vendre le commerce s’accompagne d’un déménagement. En 1913, Victor Masson quitte Nancy et s’installe à Toulon au 6, rue Émile Zola, où il passe ses dernières années. Durant cette période, il continue son loisir artistique, créant quelques marines — les seules de son corpus — et un portrait de sa fille Marie. Ce moment voit également la disparition de deux membres de sa famille à la guerre : Jean, son fils, en 1914, et Pierre-Maurice, son neveu, en 1916.  Il meurt à son domicile le 17 juillet 1917,.

## Œuvre

### Thématique
Victor Masson s’est intéressé à des genres et sujets variés, donnant à son corpus une indéniable diversité. Cela ne signifie pas que l’artiste soit adepte de tous les genres picturaux. La peinture d’histoire et la nature morte, par exemple, ne l’intéressent pas. Les genres auxquels il s'adonne n’apparaissent pas tous à la même fréquence dans le corpus. Les sujets animaliers, par exemple, sont bien peu présents en comparaison des paysages. Un paragraphe inscrit dans son manuscrit offre un aperçu de ses goûts :
Lassés de ces mondes disparus, les artistes s’avisèrent de regarder autour d’eux. Ils s’aperçurent que notre monde moderne était aussi très intéressant, et ils se mirent à faire ce qu’ils voyaient. C’est à cette phase que nous en sommes arrivés, et je crois que nous ferons bien d’en rester là. Faire ce que l’on voit, ce que l’on croit voir ou ce que l’on rêve. C’est déjà quelque chose. Les amants de la nature, et ceux de l’idéal trouveront suffisamment à puiser à ces deux sources.

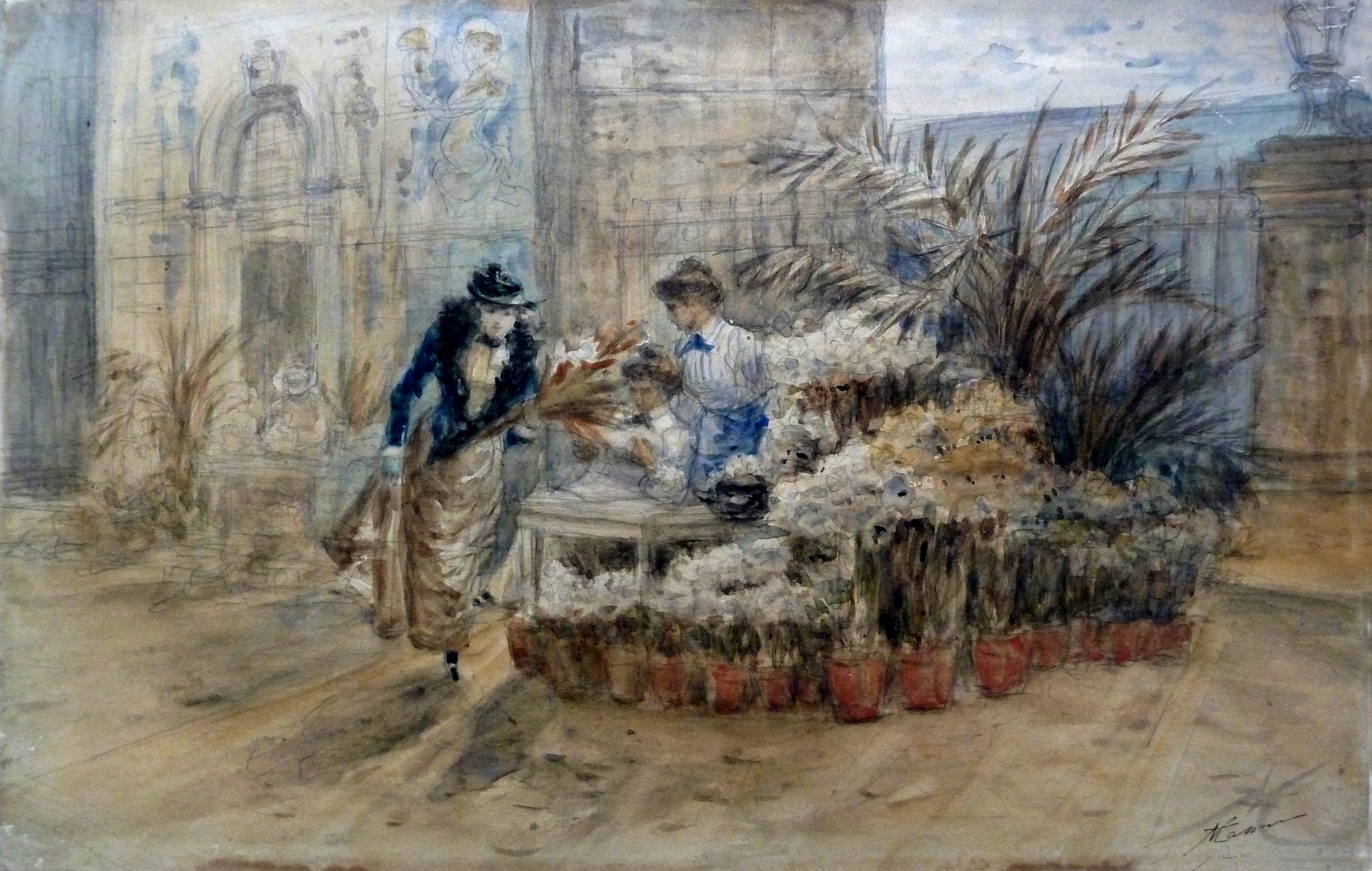
Victor Masson, Le Marché aux fleurs, collection particulière.

Ce « monde moderne » et cette question d’observation ainsi nommés transparaissent fortement dans le corpus. S’appliquant à faire ce qu’il écrit ici, l'artiste prend comme sujets des scènes de la vie quotidienne ou des paysages qu’il a pu voir. Il s’intéresse également à la figure humaine, que ce soit comme sujet de satires, voire de caricatures, ou de simple représentation.
Toutefois, Victor Masson ne s’arrête pas à de tels sujets de représentations. En écrivant devoir faire « ce que l’on rêve » (bien que ce concept soit flou), il suppose l’existence d’inspirations supplémentaires. Les projets d’illustrations sont un bon exemple à cet égard puisqu'ils montrent une diversité de sujets réalisés autrement que par l'observation de la vie quotidienne : Les Mille et Une Nuits, Japoneries d'automne de Pierre Loti, les contes d’Hoffmann ou certains écrits de Victor Hugo. Mais d’autres œuvres offrent un constat similaire, tels les dessins publicitaires.
Par ailleurs, le fait qu’il ne vende pas et n’expose presque jamais suppose l'absence de contraintes pour satisfaire à un public ou un commanditaire donné. Par conséquent, il faut considérer les thèmes de Victor Masson comme les reflets de ses goûts.

### Influences
Les œuvres que crée Victor Masson doivent être vues comme les reflets de certaines idées ou personnes, de certains mouvements par lesquels il est influencé, et ces influences sont multiples.
La volonté avec laquelle il s’attache à représenter le monde moderne par un travail d’observation renvoie à des valeurs esthétiques et artistiques qui sont alors en vogue à son époque, notamment chez les impressionnistes ou certains contemporains nancéiens comme les frères Voirin : la représentation du progrès technique ou des paysages campagnards en sont des exemples.

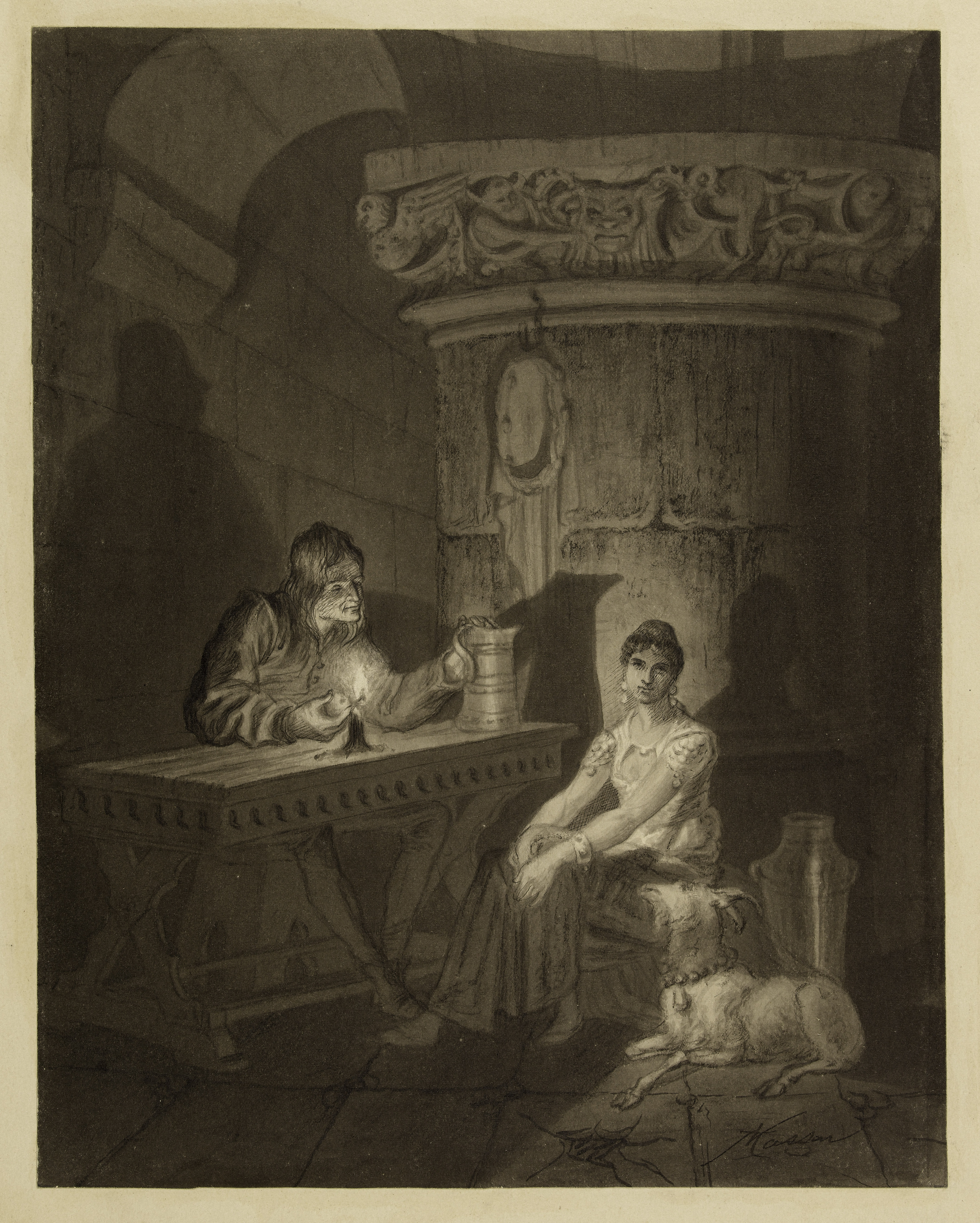
Victor Masson, Vous ne mangez pas, mademoiselle Esméralda, vers 1868, Paris, maison de Victor Hugo.

Dans ses projets d’illustration, Victor Masson ne s’inspire pas obligatoirement de ses lectures. Il puise également dans des illustrations d'artistes qui l'ont précédé, que les passages représentés soient identiques ou non, allant parfois jusqu’à frôler le plagiat. Par exemple, certaines illustrations des Mille et Une Nuits renvoient fortement aux travaux de Gustave Doré pour le même récit.
Résidant à Nancy, Victor Masson est proche de l’École de Nancy et des idées favorables à l’Art nouveau diffusées par celle-ci. L’influence n’a pas un grand impact chez l'artiste mais elle se retrouve toutefois dans quelques œuvres où le monde végétal, valeur essentielle de l'École de Nancy, est central, comme par exemple dans une étude préparatoire pour le timbre de l’Exposition internationale de l'Est de la France de 1909.
Dans les premières années qu’il passe à Metz, Victor Masson se laisse également toucher par le post-romantisme alors en vogue dans cette ville. Cette influence apparaît par exemple dans des projets d’illustrations de cette époque, aujourd’hui conservés à Paris à la maison de Victor Hugo. Elle semble aussi se retrouver en toile de fond de considérations qu'il expose dans son manuscrit, notamment la comparaison entre les sculptures antiques et médiévales, ou bien l'évocation de l'atmosphère de Notre-Dame de Paris.

Si Victor Masson se laisse parfois volontiers influencer par de telles sources, il faut néanmoins faire la distinction avec la copie, pratique contre laquelle il proteste :
Pourquoi refaire ce qui a déjà été fait direz-vous ? Que copiaient-ils ces anciens direz-vous encore ? Ceux qui sont là, à copier, sont des copistes à vie pour la plupart du moins, et ils trouvent dans ce travail un moyen de gagner leur vie, maigrement sans doute, si l’on en juge à leur mine.
Il faut en effet remarquer que le corpus de Victor Masson ne contient pas de reproductions d’œuvres, en dépit des dessins d’après l’antique réalisés lors de son apprentissage et d’un rapide croquis d'après La Lutte d’Émile Friant. 

### Postérité

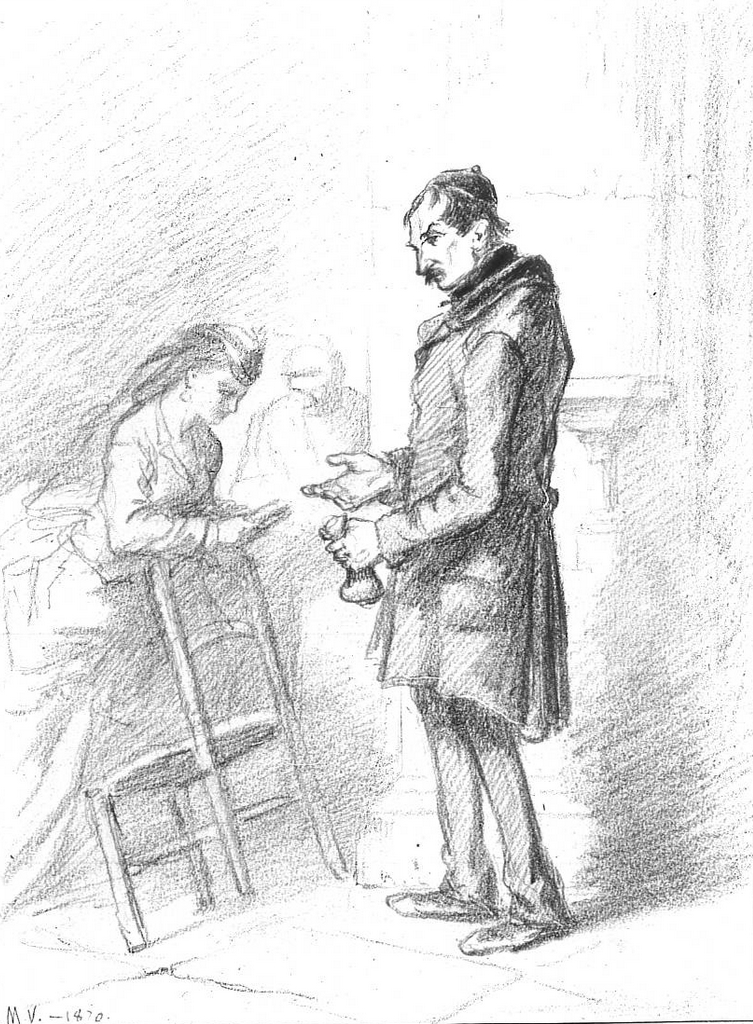
Victor Masson, Le Loueur de chaises de la cathédrale, 1870, Metz, musée de la Cour d'Or, détruit en 1944.

À la mort de Victor Masson, la majorité de sa production demeure chez ses descendants, où elle se trouve aujourd’hui encore le plus souvent. Il existe quelques exceptions comme le dessin donné à Auguste Migette pour sa collection  léguée à la Ville de Metz, reversé au musée de la Cour d'Or avant d’être détruit durant la Seconde Guerre mondiale. Des œuvres de Masson figuraient dans la collection Wiener, dont certaines furent léguées à Nancy au Musée lorrain. Vingt-deux projets d’illustrations acquis par la maison de Victor Hugo en 2012 proviennent de la collection de la famille Hugo, mais contrairement aux dessins des collections Migette et Wiener, la provenance des œuvres de Masson dans la collection Hugo n’est pas connue.
Si, en dehors de ces exemple peu nombreux, l’essentiel du corpus demeure encore aujourd’hui chez les descendants de Victor Masson, c’est parce que la volonté de ce dernier est avant tout de conserver son propre travail en l’entretenant et en le mettant en valeur. Des ensembles de dessins sont ainsi réunis en albums, d’autres classées dans des pochettes. Certains dessins ont été montés sur des supports. Il en existe aussi que Victor Masson encadre et expose chez lui, en témoigne une photographie montrant Les Conteurs vénitiens accroché au mur de son salon. Rares sont les œuvres à n’avoir fait l’objet d’aucun traitement. Victor Masson agit avec son propre travail comme s’il s’agissait d’une véritable collection personnelle.
N'ayant pratiquement pas exposé ni jamais rien vendu pour garder l’essentiel de sa production, la réception critique de son œuvre est quasi inexistante en dehors d'un nombre réduit d'articles.